# Biblioteka Narodowa Kosowa
Biblioteka Narodowa Kosowa (alb. Biblioteka Kombëtare e Kosovës, BKK) – kosowska biblioteka narodowa, znajdująca się w Prisztinie. Nosi imię Pjetëra Bogdaniego. Obecnym dyrektorem Biblioteki jest Fazli Gajraku.

## Historia
Bibliotekę powołano do życia 25 listopada 1944 w Prizrenie, który w tym czasie pełnił funkcję stolicy Kosowa. W tym czasie nosiła nazwę Regionalnej Biblioteki Kosowa. W 1946 została przeniesiona do Prisztiny. W latach 1953–1962 jej działalność została zawieszona, a zbiory przeniesiono do Biblioteki im. Miladina Popovicia. We wrześniu 1962 wznowiono działalność Biblioteki w budynku, który obecnie stanowi siedzibę Narodowej Galerii Sztuki Kosowa. We wrześniu 1981 Biblioteka (nosząca wówczas nazwę Biblioteka Uniwersytecka Kosowa) została przeniesiona do siedmiokondygnacyjnego budynku o powierzchni 16500 m.kw., który do dziś stanowi jej siedzibę. W latach 1990–1999 znalazła się pod kontrolą władz serbskich i przyjęła imię Ivo Andricia. W tym czasie zniszczono część albańskojęzycznych zasobów Biblioteki. Pod nazwą Biblioteka Narodowa Kosowa działa od 1999.

## Budynek
Siedzibą Biblioteki jest budynek o powierzchni 16 500 m.kw., zlokalizowany przy Placu Hasana Prishtiny, wzniesiony według projektu chorwackiego architekta Andriji Mutnjakovicia. Dach budynku pokrywa 99 kopuł stylizowanych na qeleshe (tradycyjne albańskie nakrycie głowy), ściany budynku pokrywa metalowa siatka. Budynek ma sześć kondygnacji, z czego cztery znajdują się pod ziemią. W budynku znajdują się dwie sale amfiteatralne, jedna na 150 miejsc i druga na 75 miejsc. Do dyspozycji czytelników oddano czytelnię na 600 miejsc, a także osobną czytelnię czasopism i pokoje do pracy dla naukowców.

## Zbiory biblioteczne i muzealne
Biblioteka gromadzi książki, czasopisma, mapy, atlasy, a także zbiory muzyczne. Zasoby biblioteki sięgają 2 mln woluminów (w tym około 200 tys. tytułów książek). Najstarszą książką w zasobach jest biblioteki jest egzemplarz Historia de vita et gestis Scanderbegi Epirotarum principis Marina Barletiego.

## Działalność kulturalna i wydawnicza
Zgodnie ze statutem Biblioteka zajmuje się organizacją przedsięwzięć o charakterze naukowym, kulturalnym i edukacyjnym. Biblioteka wydaje własne czasopismo Biblioletra, a także bibliografie druków kosowskich i publikacje poświęcone tematyce biblioznawczej.